# Olomučany
Olomučany település Csehországban, a Blanskói járásban. Olomučany Vranov, Rudice, Habrůvka, Blansko és Adamov településekkel határos. Lakosainak száma 1084 fő (2024. január 1.).

## Népesség
A település lakosságának változását az alábbi diagram mutatja:
| Lakosok száma | 1064 | 1244 | 1439 | 1155 | 941  | 890  | 1026 | 1054 | 1063 | 1084 |
|               | 1869 | 1890 | 1921 | 1950 | 1980 | 2001 | 2017 | 2019 | 2022 | 2024 |